# Огюст Шеврола
Огюст Шеврола (фр. Louis Alexandre Auguste Chevrolat, 29 березня 1799, Париж — 16 грудня 1884) — французький ентомолог.
Служив у міському податковому управлінні; у 1856 році вийшов у відставку. З ранніх років під керівництвом Латрейля, Дежана та інших відомих ентомологів став займатися вивченням систематики жуків, і в цій області став фахівцем; приблизно 2 000 видів жуків описані Шевроле.
Автор близько 200 ентомологічних робіт, серед яких:
- «Description de longicornes nouveaux da vieux Calabar etc.» («Rev. Mag. Zool.», 1856);
- «Descriptions de coléoptères nouveaux d'Algérie» (там же, 1860–1861);
- «Coléoptères de l'ile de Cuba» («Ann. Soc. Ent. Fr.», 1862 −65);
- «Clytides d'Asie et d'Océanie» («Mém. Soc. Sc. Liège», 1864);
- «Calandrides. Nouveaux genres et nouvelles espèces etc.» («Ann. Soc. Ent. Fr.», 1882).

Шевроле написав статті з листоїдами в «Каталозі жуків» Дежана і в словнику д'Орбіньі; він був одним із членів-засновників французького ентомологічного товариства.